# The Silvery Image
The Silvery Image is het debuutalbum van Suspyre. Het werd in 2005 in eigen beheer uitgegeven. In 2008 verscheen een uitgave met het liedje "Crimson Shade" als bonusnummer.

## Tracklist
| 1.                 | Sospirare             | 0:48 |
| 2.                 | Father of Hate        | 5:18 |
| 3.                 | Distant Skies         | 6:17 |
| 4.                 | Waterburns            | 7:15 |
| 5.                 | The Breath of Gloria  | 7:35 |
| 6.                 | Last of the Survivors | 4:57 |
| 7.                 | Ascension             | 1:19 |
| 8.                 | Apex                  | 5:21 |
| 9.                 | Serpent I Am          | 4:55 |
| 10.                | The City Under Sands  | 5:45 |
| 11.                | I See                 | 6:05 |
| 12.                | Seguirai              | 1:01 |
| Totale duur: 56:36 |                       |      |

## Bezetting
- Clay Barton - zang
- Gregg Rossetti - gitaar
- Rich Skibinsky - gitaar
- Kirk Schwenkler - basgitaar
- Sam Paulicelli - drums